# Brazílie na Letních olympijských hrách 2008
Brazílie se účastnila Letní olympiády 2008. Zastupovalo ji 268 sportovců (139 mužů a 129 žen) v 28 sportech.

## Medailisté
| Medaile | Jméno | Sport            | Soutěž                  |
| ------- | --- | ---------------- | ----------------------- |
| Zlato   | César Cielo Filho | Plavání          | Muži 50 m volný způsob  |
| Zlato   | Maurren Maggiová | Atletika         | Ženy skok daleký        |
| Zlato   | Walewska Carol Mari Paula Pequeno Thaisa Fofão Valeskinha Fabiana Claudinová Sassá Jaqueline Sheilla Fabiana                                                         | Volejbal         | turnaj žen              |
| Stříbro | Robert Scheidt Bruno Prada | Jachting         | Muži Star class         |
| Stříbro | Andréia Bárbara Renata Costa Cristiane Daniela Érika Ester Fabiana Formiga Francielle Marta Maurine Maycon Pretinha Andréia Rosa Rosana Simone Tânia                 | Fotbal           | Turnaj žen              |
| Stříbro | Márcio Araújo Fábio Luiz Magalhães | Plážový volejbal | Turnaj mužů             |
| Stříbro | Dante Marcelinho Gustavo Bruno Giba André Heller Murilo André Nascimento Anderson Samuel Sergio Rodrigão                                                             | Volejbal         | turnaj mužů             |
| Bronz   | Leandro Guilheiro | Judo             | Muži 73 kg              |
| Bronz   | Ketleyn Quadros | Judo             | Ženy 57 kg              |
| Bronz   | Tiago Camilo | Judo             | Muži 81 kg              |
| Bronz   | César Cielo Filho | Plavání          | Muži 100 m volný způsob |
| Bronz   | Fernanda Oliveira Isabel Swan | Jachting         | Ženy 470 class          |
| Bronz   | Ricardo Santos Emanuel Rego | Plážový volejbal | Turnaj mužů             |
| Bronz   | Diego Alves Anderson Breno Diego Hernanes Ilsinho Jô Lucas Marcelo Thiago Neves Alexandre Pato Rafinha Ramires Renan Ronaldinho Alex Silva Thiago Silva Rafael Sóbis | Fotbal           | Turnaj mužů             |
| Bronz   | Natália Falavigna | Taekwondo        | ženy nad 67 kg          |
| Bronz   | Rosemar Coelho Neto Lucimar de Moura Thaissa Presti Rosangela Santos                                                                                                 | Atletika         | Štafeta 4×100 m         |